# کلاوس (فیلم)
کلاوس (به انگلیسی: Klaus) یک فیلم انیمیشن کمدی انگلیسی اسپانیایی با موضوع کریسمس به کارگردانی سرجیو پابلوس است. تهیه‌کنندگی این اثر توسط استودیوی اس‌پی‌اِی و توزیع را نت‌فلیکس بر عهده دارد.
این داستان به عنوان یک داستان مبدأ متناوب از بابانوئل، مستقل از برداشت تاریخی از سنت نیکلاس میرا و با استفاده از یک صحنه داستانی مربوط به قرن نوزدهم، پیرامون یک پستچی مستقر در یک شهر جزیره‌ای شمالی دورافتاده است که با یک اسباب‌بازی ساز مجرد دوست می‌شود (Klaus) این فیلم نامزد اسکار شد.